# Roma (transatlantico)
Il transatlantico Roma fu costruito per la Società "Navigazione Generale Italiana" di Genova dal cantiere navale G. Ansaldo & Co di Sestri Ponente dove venne varato il 26 febbraio 1926.

## Costruzione
Dopo la fine della prima guerra mondiale, molte compagnie di navigazione progettarono la costruzione di nuove navi, una volta che la situazione economica fosse migliorata. La compagnia italiana Navigazione Generale Italiana a metà degli anni venti ordinò ai cantieri Ansaldo la costruzione di due transatlantici. La prima nave fu il transatlantico Roma, varato all'inizio del 1926, mentre la seconda, varata nel dicembre dello stesso anno è stata battezzata Augustus ed ebbe come madrina del varo Edda Mussolini figlia del capo del governo italiano Benito Mussolini. Le due navi differivano per la propulsione, con l'Augustus dotata di propulsione diesel con quattro motori Savoja M.A.N a due tempi doppio effetto mentre la gemella Roma era equipaggiata con propulsione a vapore con caldaie e turbine.

## Caratteristiche
La nave aveva una lunghezza di 215.2 m, largo 25.2 m, e una stazza di 32.582 tonnellate, aveva lo scafo completamente in acciaio suddiviso in 13 compartimenti stagni, ma la sua caratteristica principale era l'apparato motore la cui potenza totale raggiungeva ben 36.000 cavalli.
L'apparato motore che consentiva alla nave di raggiungere una velocità massima di 22 nodi (41 km/h) era costituito da tredici caldaie a ritorno di fiamma, munite di surriscaldatori e alimentate a nafta che sfogavano in due fumaioli e fornivano il vapore a otto turbine che agivano a coppie su ciascuno degli assi.
Lo scafo a chiglia piatta era dotato di dodici paratie stagne ed il ponte di coperta era in acciaio foderato di teak.
La nave che poteva imbarcare oltre 1700 passeggeri aveva alloggiamenti per 375 passeggeri di prima classe, 300 di seconda, 300 in classe intermedia e 700 di terza classe e fu anche la prima ad essere dotata di piscina e relativi servizi.
Fino al varo del Rex è stata la nave più grande e più lunga della marina mercantile italiana.

## Servizio

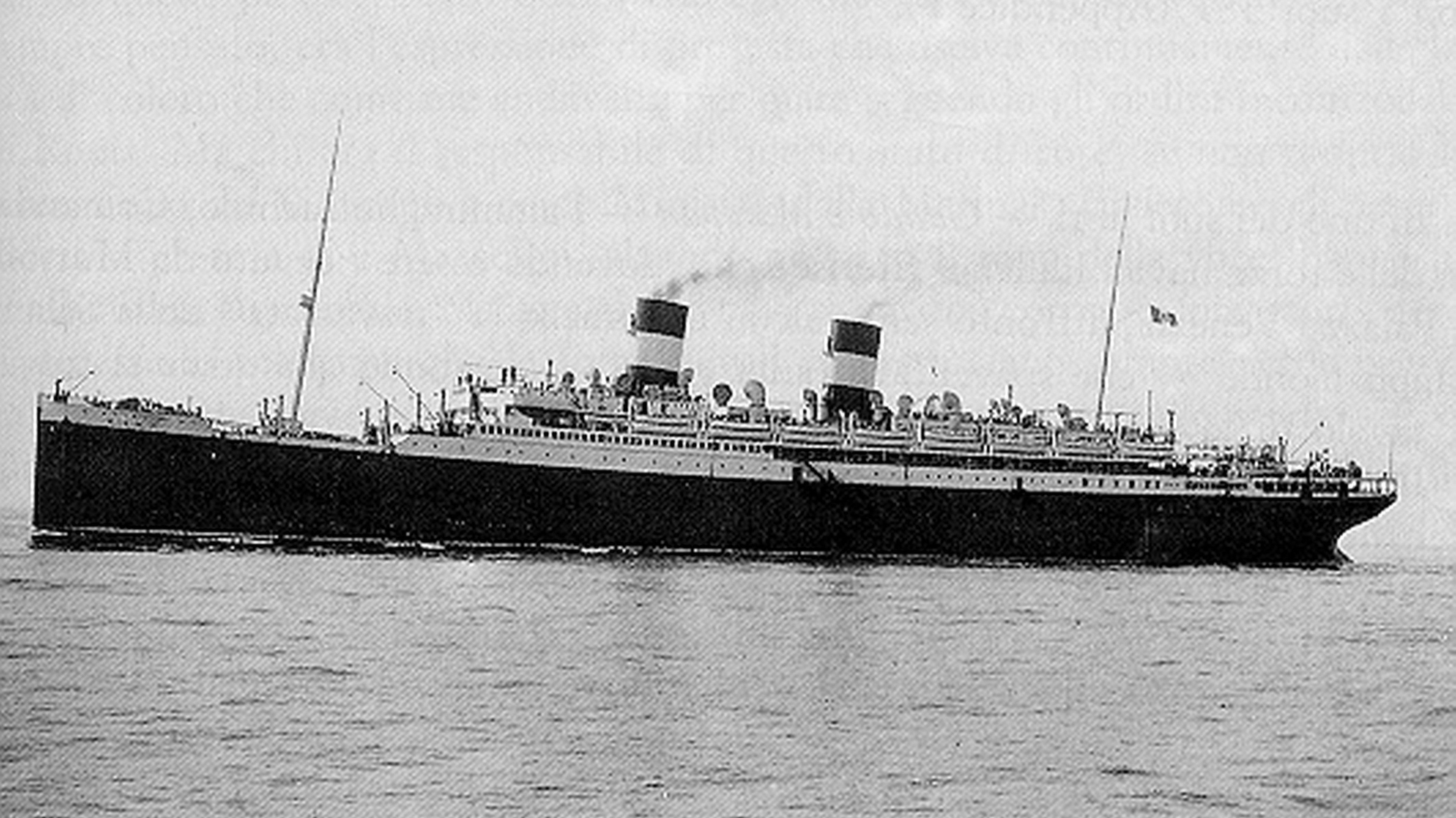
Il transatlantico Roma in servizio con N.G.I. negli anni '20.

Il transatlantico Roma effettuò il suo viaggio inaugurale il 21 settembre 1926 sulla rotta Genova - Napoli - New York e nel dicembre dello stesso anno dopo aver captato il segnale di SOS di un veliero italiano, l'Enrico Guarnieri che trasportava marmo e una chiatta in coperta, in affondamento a 100 miglia ad Est di Madera, intervenne mettendone in salvo l'equipaggio composto da marinai e comandante viareggini.
Nel 1932 passò alla Società Italia di Navigazione iniziando il 15 gennaio di quell'anno i viaggi sulla stessa linea per la nuova compagnia dopo che nel novembre 1931 aveva effettuato l'ultimo viaggio per la vecchia compagnia.
Nell'aprile 1933 furono modificati gli interni e la classe intermedia venne sostituita con la classe turistica.

## Seconda guerra mondiale
Nel corso della seconda guerra mondiale la nave venne requisita dalla Regia Marina per essere trasformata in portaerei. Ribattezzata Aquila, non entrò mai in servizio e dopo la guerra venne smantellata nel 1952.